# Bogdan Vodă
Bogdan Vodă is een Roemeense gemeente in het district Maramureș.
Bogdan Vodă telt 3290 inwoners.